# Mark King (jogador de snooker)
Mark King (28 de março de 1974) é um jogador profissional de snooker, de nacionalidade inglesa. Venceu um torneio que conta para o ranking (o Open da Irlanda do Norte de 2016), e esteve perto em mais duas ocasiões, pois foi finalista vencido em 1997 no Welsh Open  e em 2004 no Irish Masters. King esteve durante cinco temporadas no top 16.

## Títulos
A contar para o ranking mundial:
- Northern Ireland Open - 2016